# Radio 6 (Tunisie)
 (février 2025).
Si vous disposez d'ouvrages ou d'articles de référence ou si vous connaissez des sites web de qualité traitant du thème abordé ici, merci de compléter l'article en donnant les références utiles à sa vérifiabilité et en les liant à la section « Notes et références ».
Radio 6 (arabe : راديو 6) est une station de radio associative généraliste tunisienne.
La station est considérée comme le premier projet de radio libre en Tunisie, créée par les six membres du Syndicat tunisien des radios libres (d'où le nom de la radio). Le lancement de Radio 6 a lieu le 10 décembre 2007 et coïncide avec la Journée internationale des droits de l'homme, date symbolisant notamment la lutte pour la liberté d'expression sous le régime de Zine el-Abidine Ben Ali. 
Après la révolution de 2011, Radio 6 commence à émettre en modulation de fréquence le 14 février 2011, avant d'obtenir sa licence de diffusion en juillet de la même année. 
La station diffuse ses émissions depuis son siège d'El Menzah IX près de Tunis, où elle dispose de deux studios.

## Animateurs
- Chayma Barcous
- Zhaira Dababi
- Jouda Ibidhi
- Rami Jelassi
- Skander Sakouhi
- Neyla Tlili
- Seif Weslati

## Techniciens
- Aymen Chrigui
- Chihar Moussa
- Marouen Sabbahi
- Houssem Nsira